# Kylix contracta
Kylix contracta é uma espécie de gastrópode do gênero Kylix, pertencente a família Drilliidae.